# Terezie Holovská
Terezie Holovská (* 9. října 1962) je česká podnikatelka a politička. V letech 2018 a 2023 se neúspěšně pokusila zaregistrovat se jako kandidátka v českých prezidentských volbách.

## Biografie
Holovská se narodila v roce 1962. Je členkou Občanské demokratické strany a po komunálních volbách v roce 1998 se stala místostarostkou Prahy 8. V roce 2000 odstoupila kvůli sporům s lidmi působícími ve školství. Byla obviněna z bezdůvodného obohacení. Holovská se posléze zaměřila na své podnikatelské aktivity a sama sebe označila za "alchymistku". Přiblížila se k České pirátské straně, jejíž lídr Ivan Bartoš ji navrhl jako možnou kandidátku pro prezidentské volby 2018.
Holovská ohlásila svou kandidaturu na českou prezidentku koncem října 2017. O nominaci usilovala u poslankyň Parlamentu ČR. Protože nezískala žádnou poslaneckou nominaci, předložila kandidátní listinu podepsanou jedním občanem. Její kandidátní listina nebyla Ministerstvem vnitra přijata, protože Holovská nedodala požadovaný počet 50 tisíc podpisů občanů. Dne 29. listopadu 2017 podala Holovská správní žalobu na kandidaturu Petra Hanniga, Marka Hilšera, Jiřího Hynka, Vratislava Kulhánka a Mirka Topolánka a požadovala diskvalifikaci těchto kandidátů, protože někteří poslanci a senátoři nominovali více kandidátů, čímž mohli porušit volební zákon. Dne 13. prosince 2017 byla žaloba Holovské soudem zamítnuta. Holovská poté podala stížnost k Ústavnímu soudu. Ústavní soud stížnost Holovské zamítl 3. ledna 2018.
Holovská se také pokoušela kandidovat do Senátu v doplňovacích volbách v Trutnově v roce 2018, ale její kandidátní listina opět byla vyřazena kvůli nezískání dostatečného množství podpisů. Holovská byla později soudem znovu zařazena mezi kandidáty. Získala 150 hlasů a skončila na posledním místě.
Holovská také podala kandidátní listinu pro české prezidentské volby v roce 2023, ale její kandidátní listina byla opět odmítnuta kvůli nezískání dostatečného množství podpisů.